# Ильинцы
Ильи́нцы (укр. Іллі́нці) — город в Винницкой области Украины. Входит в Винницкий район. До 2020 года был административным центром упразднённого Ильинецкого района.

## Географическое положение
Находится на реке Соб (приток Южного Буга).
К западу от города — место падения метеорита.

## История
Поселение известно с XVII века.
22 октября 1757 года получено магдебургское право.
После второго раздела Речи Посполитой в 1793 году Ильинцы вошли в состав Российской империи. С 1796 года — волостной центр Липовецкого уезда Киевской губернии. В 1882 году численность населения местечка составляла 6231 жителя, здесь действовали сахарный завод, госпиталь, аптека, открытая в 1880 году почтовая станция, открытая в 1881 году двухклассная школа, католический костел и три церкви.
В декабре 1917 года здесь была установлена Советская власть. В 1925 году Ильинцы получили статус посёлка городского типа.
Во время Великой Отечественной войны с 23 июля 1941 до 13 марта 1944 селение находилось под немецкой оккупацией, в это время здесь действовал подпольный райком КП(б)У.
В 1952 году здесь действовали сахарный завод, маслодельный завод, агролесомелиоративный техникум и средняя школа.
В 1978 году численность населения составляла 4,1 тыс. человек, здесь действовали сахарный завод, маслодельный завод (филиал Гайсинского маслосырзавода), пищевой цех Липовецкого завода продтоваров, мебельный цех Гайсинского филиала Винницкого производственного деревообрабатывающего объединения, лесхоззаг, райсельхозтехника, комбинат бытового обслуживания, совхоз-техникум, две общеобразовательные школы, музыкальная школа, больница, Дом культуры, шесть библиотек и краеведческий музей.
1 декабря 1986 года Ильинцы стали городом районного значения.
В январе 1989 года численность населения составляла 10 563 человека, основой экономики в это время являлись пищевая и мебельная промышленность.
В мае 1995 года Кабинет министров Украины утвердил решение о приватизации находившихся в городе АТП-10541, сахарного завода, райсельхозтехники и райсельхозхимии, в октябре 1995 года было утверждено решение о приватизации АТП-10566.

## Население
На 1 января 2013 года численность населения составляла 11 366 человек.

### Языковой состав
Во время переписи 2001 года 97,55 % населения города указали украинский язык родным, 1,78 % — русский, 0,67 % — другие языки.

## Экономика
Промышленность представлена в основном пищевой отраслью (ООО «Люстдорф», Ильинецкий сахарный завод и коммунальное предприятие «Ильинцыхлеб»). ОАО «Ильинцыстройматериалы» — производство кирпича, также развиты деревообработка и производство мебели.
В городе построили КП «Добробут» для переработки отходов.

## Образование и наука

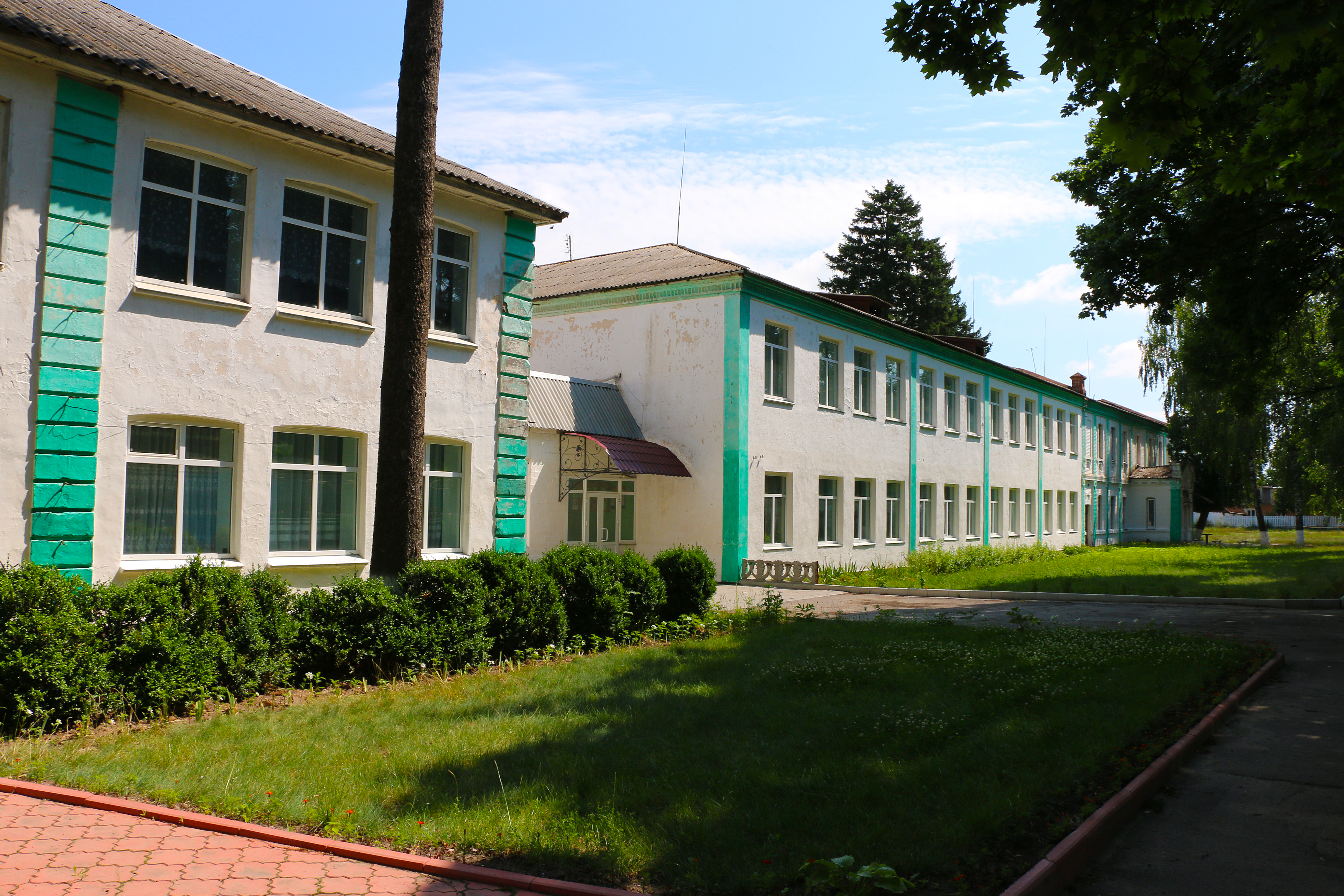
Школа № 1

Действуют аграрный колледж, три общеобразовательных школы, школа эстетического воспитания и шесть детских садов.

## Транспорт
Город находится на шоссе в 16 км от железнодорожной станции Липовец (на линии Христиновка — Казатин).
Вблизи города проходит магистральный газопровод Уренгой — Помары — Ужгород. Работает газокомпрессорная станция № 36.

## Архитектурные памятники
- Свято-воскресенский собор 1897 года.
- Деревянная церковь Богородицы 1773 года.
- Троицкая церковь 1902 года.
- Синагога XVIII века.
- Здание училища 1881. Сейчас школа № 1
- Дом земской больницы 1882 года.
- Руины водяной мельницы «Марымонт» 1845 года.
- Дом купца Манова нач. XX века. Ныне школа эстетического воспитания.

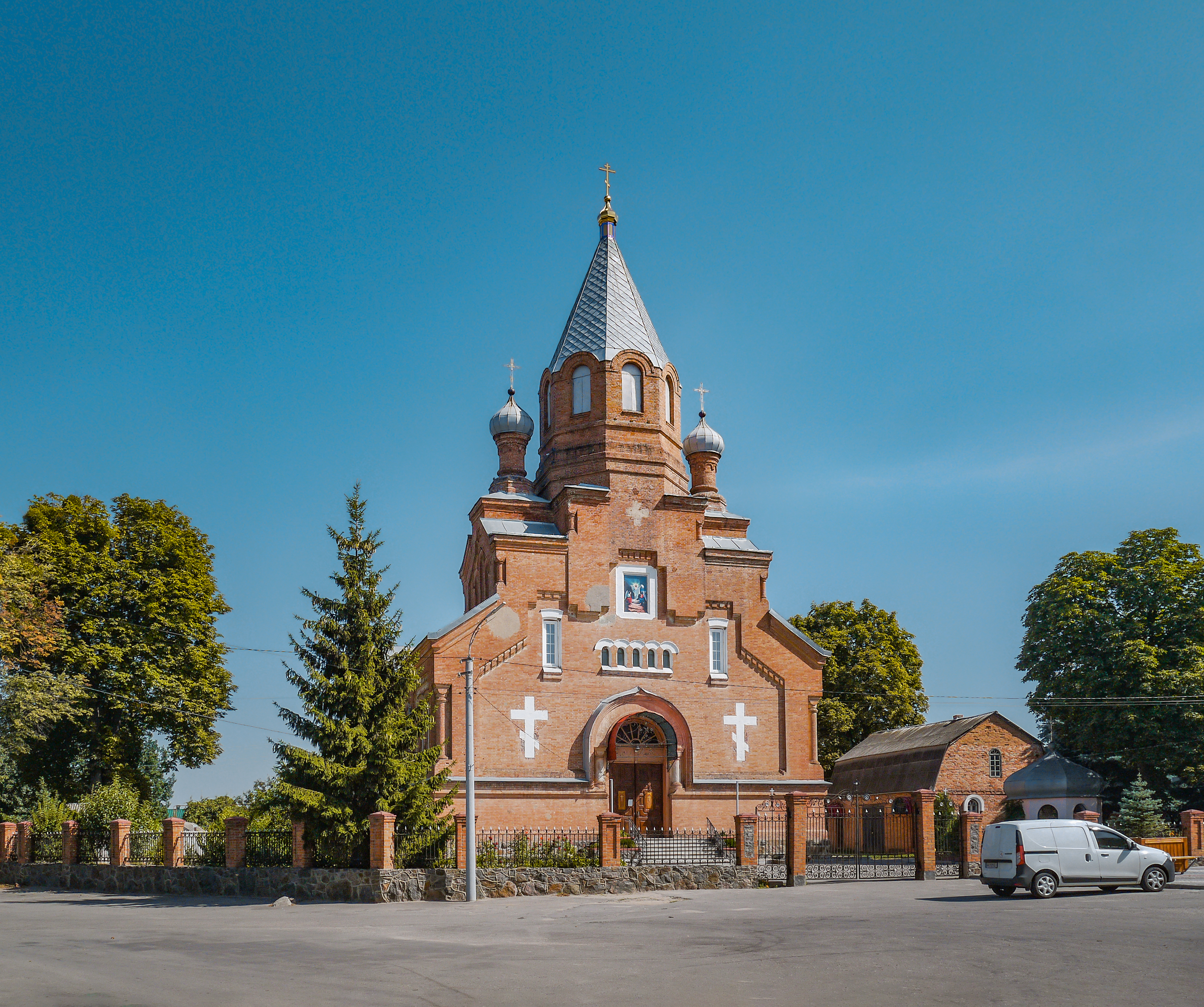
Свято-воскресенский собор
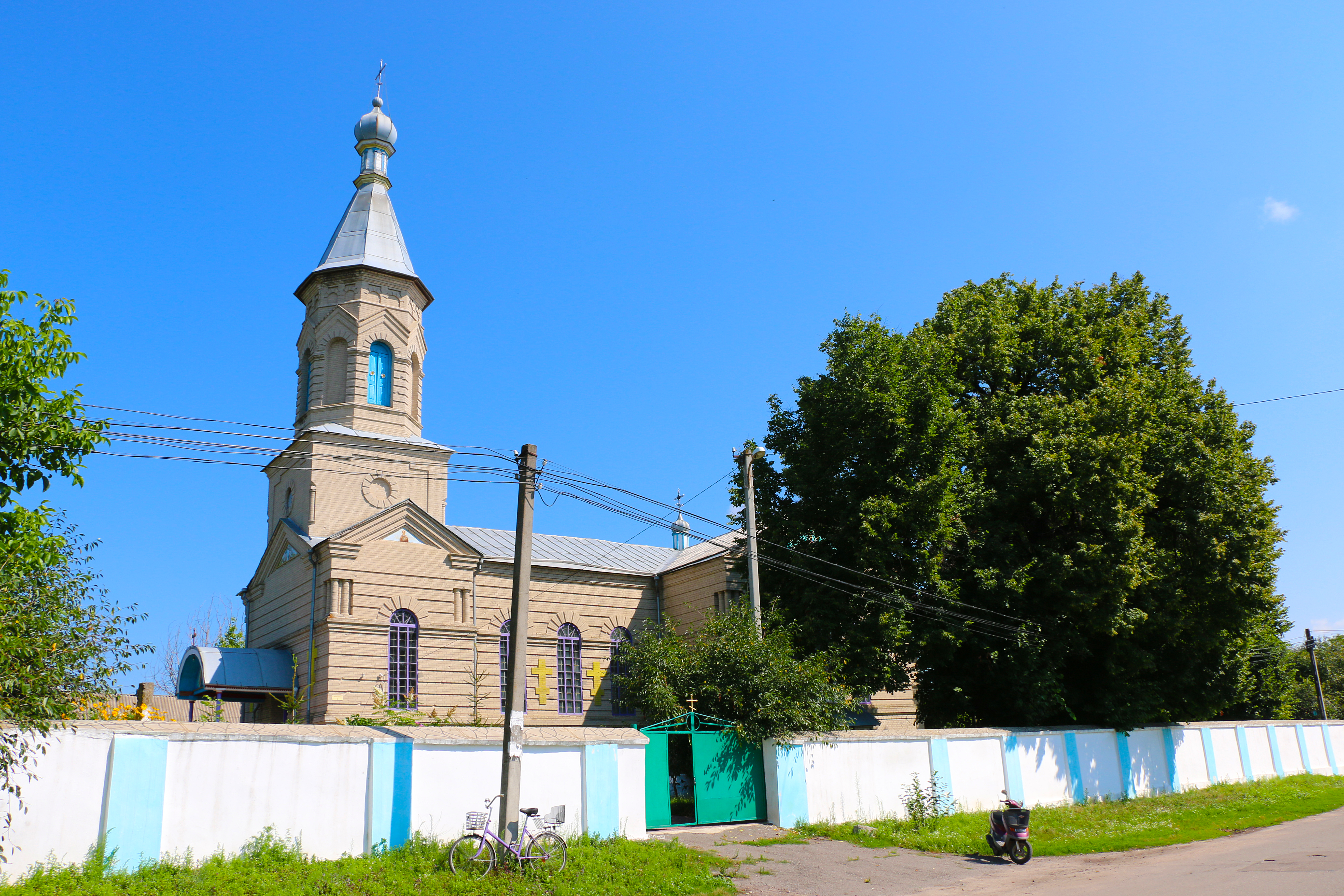
Троицкая церковь
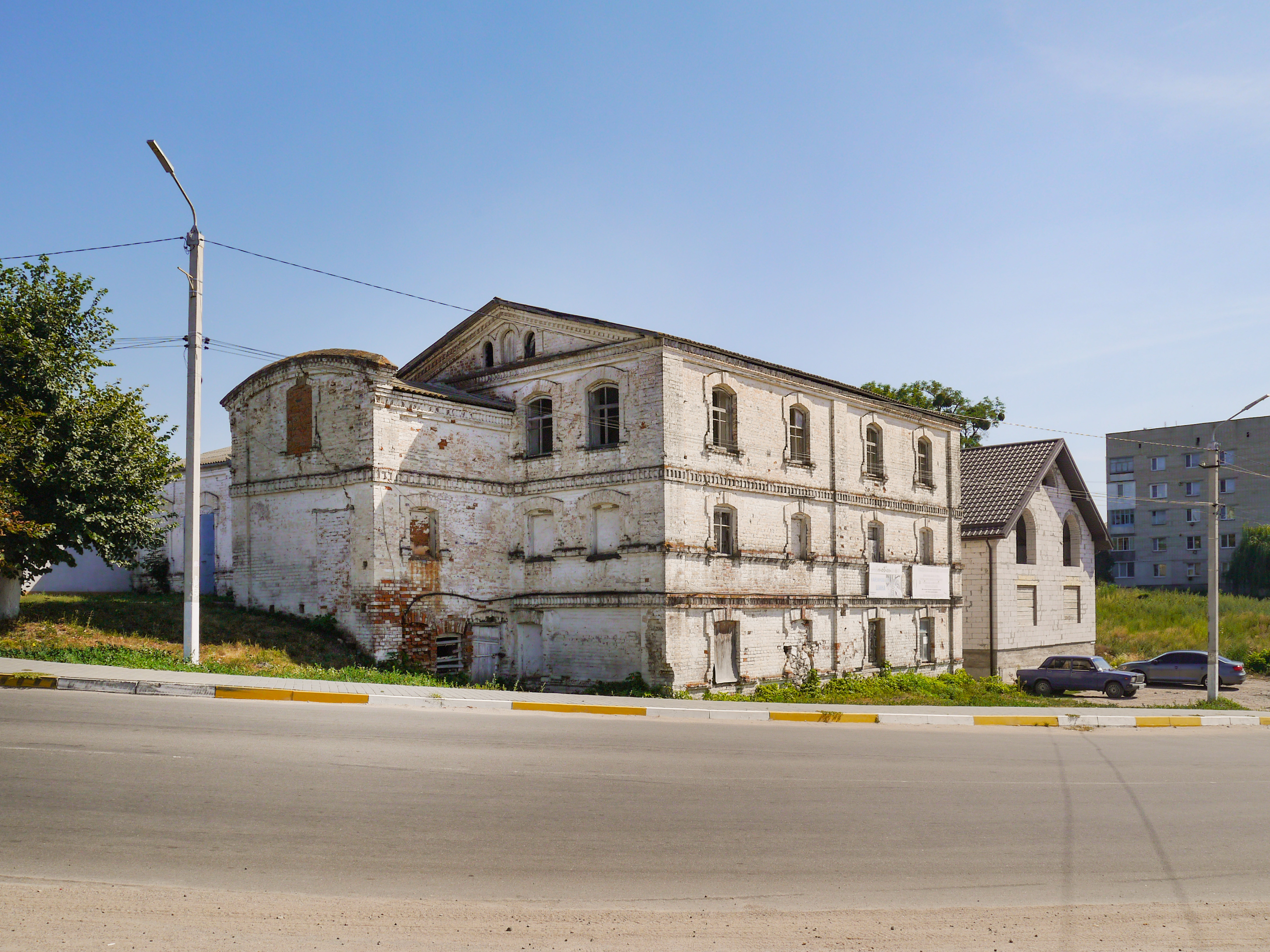
Синагога
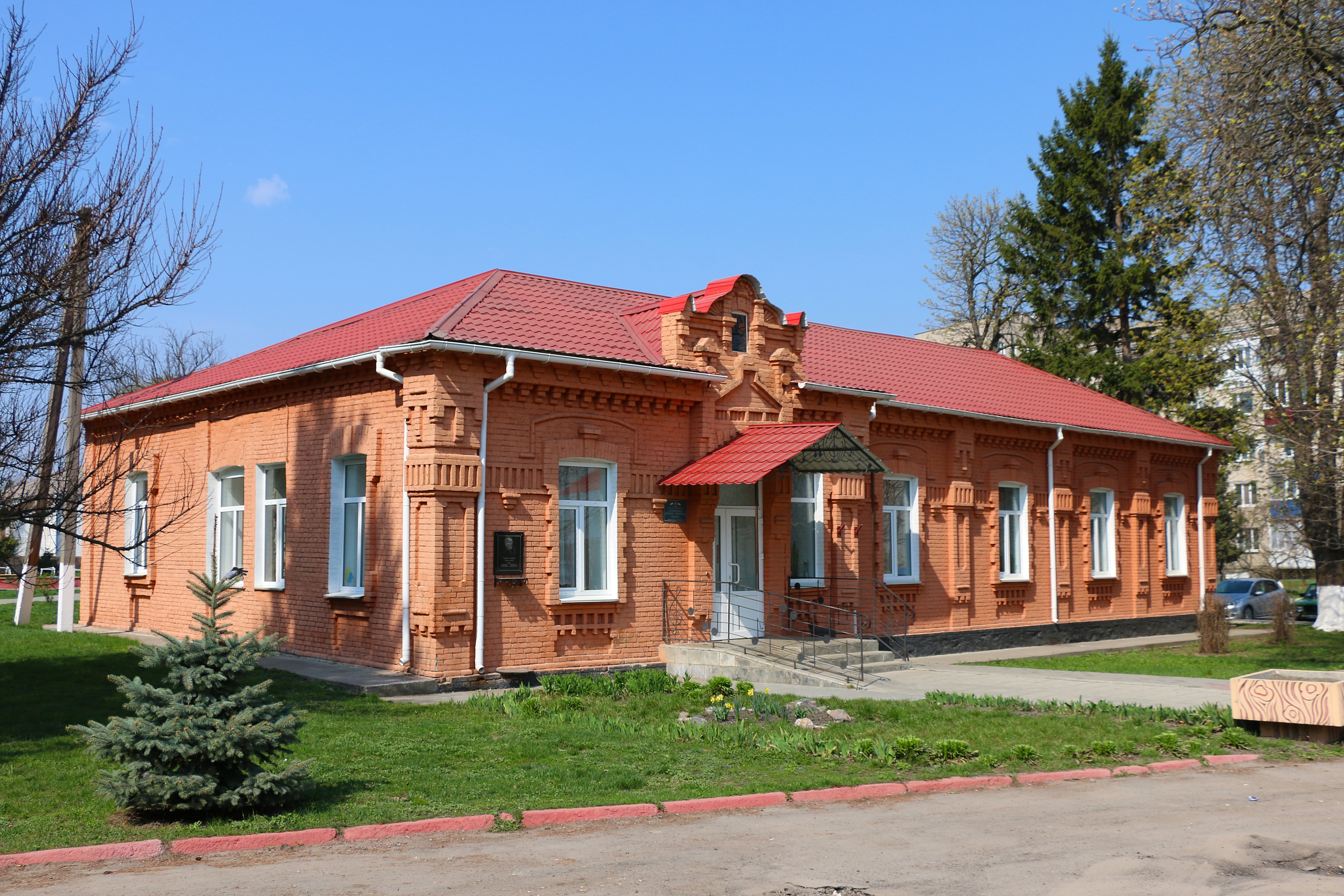
Дом купца Манова

## Международные отношения
Город Ильинцы имеет договоры о сотрудничестве со следующими административными единицами:
- Гмина Влощова (г. Влощова, Польша, с августа 2005 г.)
- Муниципий Единец (г. Единец, Молдавия, с сентября 2013 г.)
- Община Смижаны (с. Смижаны, Словацкая республика)

## Известные уроженцы
- Падура, Фома (1801—1871) — украинско-польский поэт, один из представителей польской украинской школы.
- Северин Гощинский (1801—1876) — польский общественный деятель, борец за независимость, писатель и поэт польского романтизма, видный представитель польско-украинской школы писателей.
- Леонид Сойфертис (1911—1996) — советский художник, многолетний автор журнала «Крокодил».